# Parexarnis
Parexarnis is een geslacht van vlinders van de familie Uilen (Noctuidae), uit de onderfamilie Noctuinae.

## Soorten
- P. ala Staudinger, 1881
- P. candida Staudinger, 1889
- P. chlorophaia Boursin, 1940
- P. damnata Draudt, 1937
- P. delonga Chen, 1993
- P. figulina Draudt, 1936
- P. fugax (Treitschke, 1825)
- P. laetifica Staudinger, 1889
- P. obscurior Staudinger, 1889
- P. obsoleta Corti, 1933
- P. obumbrata Staudinger, 1889
- P. photophila (Guenée, 1852)
- P. poecila Alphéraky, 1888
- P. pseudosollers Boursin, 1940
- P. sollers Christoph, 1877
- P. taurica Staudinger, 1879
- P. vestilina Hampson, 1903
- P. violetta Staudinger, 1888